# Ma se il caldo arriva...
Ma se il caldo arriva... il 37° album discografico di Brigantony, pubblicato nel 2005.

## Descrizione
Nel brano " ma su u Cauru arriva " il maestro improvvisa un reggae scanzonato con la vocalità di modugno,in una dissertazione sui giochi di parole.  "Tunnamu ca lira" è una tarantella sulla crisi economica suscitata dall'euro, "c'è sempre un motivo "riprende un brano di celentano e sferza il malcostume politico. "Sabbatu sira" è un mambo sulla movida, "L'onnipotente " è una scenetta dove Dio critica ironicamente il mondo, "semu pessi "è una critica ai nuovi giovani.  Swing in "che bedda me soggira "e "spikky italy",dove si parla di rapporti in famiglia e di turiste disinibite. "Prendila "è un brano molto beat e dissacrante. "Tarantella erotica "segue il filone della Tarantella brigantoniana anni 80.

## Tracce
1. Ma su u cauru arriva... – 3:58
2. Tunnamu 'ca lira – 3:19
3. C'è sempre un motivo – 5:19
4. Sabbatu sira – 4:05
5. L'onnipotente (scenetta) – 3:11
6. Semu pessi – 4:11
7. Che bedda me soggira – 3:29
8. Spikky Italy – 4:00
9. Prendila – 4:43
10. Tarantella erotica – 3:29